# Playa Kanoa
Playa Kanoa  (o Playa Canoa) es el nombre que recibe una playa en la isla caribeña de Curazao, ubicada al norte de la ciudad capital de Willemstad. Es una de las pocas playas de la zona norte de la isla. El Surf se practica habitualmente frente a la playa. Hay un bar y un restaurante de pescado. Muy cerca se encuentra un pueblo de pescadores pequeño.